# New Brighton (Minnesota)
New Brighton – miasto w Stanach Zjednoczonych, w stanie Minnesota, w hrabstwie Ramsey.